# Bulu (Sukoharjo)
Bulu is een bestuurslaag in het regentschap Sukoharjo van de provincie Midden-Java, Indonesië. Bulu telt 2741 inwoners (volkstelling 2010).